# Музей-садиба Тадеуша Костюшка
Музей-садиба Тадеуша Костюшка (біл. Музей-сядзіба Тадэвуша Касцюшкі) — музей у передмісті міста Косова Берестейської області Білорусі на місці будинку, в якому народився Тадеуш Костюшко. Оригінальна будівля 18 століття була знищена під час Другої світової війни, відновлена на старому фундаменті на початку 2000-х років.

## Історія
Музей Т Костюшка — це хата, у якій 4 лютого 1746 року народився Тадеуш Костюшко, національний герой Польщі і США, почесний громадянин Франції. Оригінальна садиба була побудована у 1720 році батьком Т. Костюшка. У роки Другої світової війни згоріла і була відновлена через 60 років на старому фундаменті, з оригінальними сутеренами, знайденими під час археологічних розкопок у 2003 році.

## Опис
Музей поділяється на меморіальну і історичну частини. У меморіальній частині (сіни, кухня, кімната матері, робочий кабінет батька Кастюшки, вітальня) виставлено меблі 18-19 століть. У історичній кімнаті перебувають матеріали археологічних розкопок 2003 року, монети, медалі, грошові банкноти з портретом Т. Костюшка, герб і генеологічне дерево роду Костюшків, зброя селян-повстанців — коси косінерів тощо.
У музеї провадяться екскурсії, які завершуються 18-хвилинним фільмом, створеним за фінансової підтримки ЮНЕСКО.
З 2009 року введена нова послуга, що дозволяє молодим парам зареєструвати свій шлюб у музеї, на території музею, на острові на розташованій поблизу водойми.